# Natalie Grandin
Natalie Grandin (n. East London, Sudáfrica; 27 de febrero de 1981) es una tenista profesional sudafricana, especialista de dobles. En su carrera ha ganado un título de dobles, llegando a 11 finales. También ha ganado 25 torneos ITF de dobles.
Grandin se retiró del tenis en enero de 2015.

## Títulos WTA

### Dobles (1)
| Leyenda: Antes de 2009 | Leyenda: Desde 2009   |
| ---------------------- | --------------------- |
| Grand Slam (0)         |                       |
| WTA Championships (0)  |                       |
| Tier I (0)             | Premier Mandatory (0) |
| Tier II (0)            | Premier 5 (0)         |
| Tier III (0)           | Premier (0)           |
| Tier IV & V (0)        | International (1)     |

| No. | Fecha                    | Torneo | Superficie | Pareja             | Oponentes en la final            | Marcador final |
| 1.  | 25 de septiembre de 2011 | Seúl   | Dura       | Vladimíra Uhlířová | Vera Dushevina Galina Voskoboeva | 7–6(5), 6–4    |

### Finalista de dobles (11)
| Leyenda: Antes de 2009 | Leyenda: Desde 2009   |
| ---------------------- | --------------------- |
| Grand Slam (0)         |                       |
| WTA Championships (0)  |                       |
| Tier I (0)             | Premier Mandatory (0) |
| Tier II (0)            | Premier 5 (1)         |
| Tier III (3)           | Premier (0)           |
| Tier IV & V (1)        | International (6)     |

| No. | Fecha                    | Torneo      | Superficie    | Pareja             | Oponentes en la final                     | Marcador final      |
| 1.  | 26 de septiembre de 2005 | Seúl        | Dura          | Jill Craybas       | Chan Yung-jan Chuang Chia-jung            | 6–2, 6–4            |
| 2.  | 11 de septiembre de 2006 | Bali        | Dura          | Trudi Musgrave     | Lindsay Davenport Corina Morariu          | 6–3, 6–4            |
| 3.  | 9 de octubre de 2006     | Bangkok     | Dura          | Mariana Díaz Oliva | Vania King Jelena Kostanić                | 7–5, 2–6, 7–5       |
| 4.  | 10 de septiembre de 2007 | Bali        | Dura          | Jill Craybas       | Ji Chunmei Sun Shengnan                   | 6–3, 6–2            |
| 5.  | 4 de enero de 2010       | Auckland    | Dura          | Laura Granville    | Cara Black Liezel Huber                   | 7–6(4), 6–2         |
| 6.  | 26 de septiembre de 2010 | Seúl        | Dura          | Vladimíra Uhlířová | Julia Görges Polona Hercog                | 6–3, 6–4            |
| 7.  | 21 de mayo de 2011       | Estrasburgo | Tierra batida | Vladimíra Uhlířová | Akgul Amanmuradova Chuang Chia-jung       | 6–4, 5–7 [10–2]     |
| 8.  | 25 de abril de 2011      | Barcelona   | Tierra batida | Vladimíra Uhlířová | Iveta Benešová Barbora Záhlavová-Strýcová | 5–7, 6–4, [11–9]    |
| 9.  | 10 de julio de 2011      | Budapest    | Tierra batida | Vladimíra Uhlířová | Anabel Medina Garrigues Alicja Rosolska   | 6–2, 6–2            |
| 10. | 21 de agosto de 2011     | Cincinnati  | Dura          | Vladimíra Uhlířová | Vania King Yaroslava Shvedova             | 6–4, 3–6, [11–9]    |
| 11. | 26 de mayo de 2012       | Estrasburgo | Tierra batida | Vladimíra Uhlířová | Olga Govortsova Klaudia Jans-Ignacik      | 6–7(4), 6–3, [10–3] |